# Lovers in Paris (2009)
Lovers in Paris é uma telenovela filipina exibida pela ABS-CBN entre 28 de setembro e 11 de dezembro de 2009, estrelada por Piolo Pascual, KC Concepcion e Zanjoe Marudo. É um remake filipina da série de televisão sul-coreana de mesmo nome que foi produzida e exibida em 2004 pela SBS e estrelada original por Kim Jung-eun, Park Shin-yang e Lee Dong-gun.

## Enredo
A história segue a história de três pessoas que vão descobrir as complexidades do amor. Para Carlo, o amor é, mas uma responsabilidade. Para Vivian, o amor é a maior coisa para dar e receber. Para Martin, o amor é auto-gratificação. Apesar de seus diferentes pontos de vista, estes três vão aprender passar por uma experiência de mudança de vida quando seus caminhos se cruzam em Paris.

## Elenco

### Elenco principal
- Piolo Pascual como Carlo Aranaz
- KC Concepcion como Vivian Vizcarra
- Zanjoe Marudo como Martin Aranaz Barrameda

### Elenco de apoio
- Christopher de Leon como presidente George Aranaz
- Maricar Reyes como Karen Roxas
- Assunta De Rossi como Eunice Gatus
- Mark Gil como John Palma
- Rachel Anne Wolfe como Louise Aranaz Barrameda
- K Brosas como Michelle
- Hyubs Azarcon como Joon
- Ching Arellano como Popoy
- Aaron Junatas como Keon
- Maria Isabel Lopez como Julia Francisco-Gatus
- Matthew Aquino como Alex Gatus

### Elenco estendida
- Savannah Lamsen como Innah Fernandez
- Dionne Monsanto como Jennifer "Jenny"
- Daisy Cariño como Carla
- Manuel Chua como Albert Samaniego
- Zaira dela Peña como Carlene

### Elenco de convidados
- Soliman Cruz como MacArthur "Mac" Vizcarra
- Jacob Dionisio como Carlo Aranaz (jovem)
- Sophia Baars como Vivian Vizcara (jovem)
- Melissa Mendez como Rowena Vizcarra
- Alwyn Uytingco como Dennis, amigo de Louise
- Jubail Andres como bartender
- Digna Roosevelt como Bridge
- Kevin Viard como proprietário do hotel
- Marvin Raymundo como bartender
- John Tagle como Senhor Loxen
- Daniel Revilla como Renzo Barrameda
- Jairus Aquino como Martin Aranaz Barrameda (jovem)
- JC Lourry Navarro como amigo de Carlo Aranaz (jovem)